# Ferrari 195 Inter
De Ferrari 195 Inter is een sportwagen van het Italiaanse automerk Ferrari.
De eerste Ferrari 195 Inter werd onthuld in 1950 tijdens de Paris Motor Show.